# Zonkremla
Zonkremla (Russula zonatula) är en svampart som beskrevs av Ebbesen & Jul. Schäff. 1952. Zonkremla ingår i släktet kremlor och familjen kremlor och riskor.  Arten är reproducerande i Sverige. Inga underarter finns listade i Catalogue of Life.

## Bildgalleri